# Sant'Angelo all'Esca
Sant'Angelo all'Esca é uma comuna italiana da região da Campania, província de Avellino, com cerca de 942 habitantes. Estende-se por uma área de 5 km², tendo uma densidade populacional de 188 hab/km². Faz fronteira com Fontanarosa, Luogosano, Mirabella Eclano, Taurasi.

## Demografia
| Variação demográfica do município entre 1861 e 2011                               |
|                                                                                   |
| Fonte: Istituto Nazionale di Statistica (ISTAT) - Elaboração gráfica da Wikipedia |